# Batagur kachuga
Batagur kachuga е вид костенурка от семейство Азиатски речни костенурки (Geoemydidae). Видът е критично застрашен от изчезване.

## Разпространение
Разпространен е в Бангладеш, Индия и Непал.